# Rebecca Hazelton
Rebecca Hazelton Stafford (* 1978 in Richmond, Virginia) ist eine US-amerikanische Dichterin, Herausgeberin und Anglistin. Sie ist Verfasserin mehrerer Gedichtbände und wurde mit diversen Preisen ausgezeichnet. Von ihr verfasste Gedichte fanden Aufnahme in verschiedene Magazine sowie in die jährlich publizierten Anthologien Best New Poets (2011) und The Best American Poetry (2013 und 2015). Ihr Gedicht Letter to the Editor wurde im Mai 2016 von The New Yorker veröffentlicht.

## Leben
Die in Georgia aufgewachsene Bibliothekarstochter Hazelton begann in ihrem letzten Jahr an der High School, Gedichte zu schreiben. Doch erst als diese ihr ein Stipendium für das Davidson College einbrachten, begann sie, sich ernsthaft mit der Poesie zu beschäftigen.
Nach dem Erwerb des Bachelor of Arts im Jahr 2000 schloss sie 2005 ein Studium des Master of Fine Arts in Poesie an der University of Notre Dame ab und promovierte 2010 an der Florida State University. Sie hat kreatives Schreiben am Beloit College unterrichtet und ist gegenwärtig Associate professor (entsprechend der C 2-Hochschuldozentur) für Englisch am North Central College in Naperville.

## Auszeichnungen
- 2011: Jay C. and Ruth Hall Poetry Fellowship der University of Wisconsin–Madison[4]
- 2012:  “Discovery” Poetry Contest/Joan Leiman Jacobson Poetry Prize der Boston Review[5]
- 2012: Charles B. Wheeler Prize des Literaturmagazins The Journal der Ohio State University für Fair Copy[6]
- 2014: Pushcart Prize für das Gedicht Book of Forget[7]

## Werke
- Fair Copy. Ohio State University Press, Colombus 2012, ISBN 978-0-8142-5185-0.
- Vow. Cleveland State University Poetry Center, Cleveland 2013, ISBN 978-0-9860257-0-9.
- Bad Star. YesYes Books, Portland 2013, ISBN 978-1-9369-1924-6.
- mit Brittany Cavallaro: No Girls No Telephones. Black Lawrence Press, 2014, ISBN  978-1-6255-7999-7.
- Hrsg. mit Alan Michael Parker: The Manifesto Project. University of Akron Press, Akron 2017, ISBN 978-1-6292-2049-9.
- Gloss. University of Wisconsin Press, Madison 2019, ISBN 978-0-2993-2164-2.